# La Nucia (kommun)
La Nucia är en kommun i Spanien.   Den ligger i provinsen Provincia de Alicante och regionen Valencia, i den östra delen av landet, 400 km sydost om huvudstaden Madrid. Antalet invånare är 19 135. Arean är 21,4 kvadratkilometer. La Nucia gränsar till L'Alfàs del Pi, Altea, Benidorm, Callosa d'En Sarrià och Polop. 
Terrängen i La Nucia är platt åt nordost, men åt sydväst är den kuperad.